# Constant de velocitat
En cinètica química la constant de velocitat k o {\displaystyle \lambda } quantifica la velocitat d'una reacció química.
Per a una reacció química on les substàncies A i B reaccionen per a produir C, la constant de velocitat s'expressa:
{\displaystyle {\frac {d[C]}{dt}}=k(T)[A]^{m}[B]^{n}}
on k(T) és la constant de velocitat que únicament depèn de la temperatura.
Els exponents m i n s'anomenen ordres i depenen del mecanisme de la reacció. Els ordres es determinen de forma experimental.
La constant k(T) la podem escriure també de forma més completa com:
{\displaystyle {\frac {d[C]}{dt}}=Ae^{\frac {-E_{a}}{RT}}[A]^{m}[B]^{n}}
On Ea és l'energia d'activació i on R és la constant dels gasos. Donat que la temperatura "T" de les molècules segueix una distribució de Boltzmann, llavors es pot suposar que la proporció de les col·lisions amb una energia més gran que Ea variarà en un factor e-Ea/RT. En aquesta equació, A és un factor de freqüència.